# Sielec (powiat żniński)
Sielec – wieś w Polsce położona w województwie kujawsko-pomorskim, w powiecie żnińskim, w gminie Żnin.
W latach 1975–1998 miejscowość należała administracyjnie do województwa bydgoskiego. Według Narodowego Spisu Powszechnego (III 2011 r.) liczyła 273 mieszkańców. Jest czternastą co do wielkości miejscowością gminy Żnin.

## Zabytki
Według rejestru zabytków NID na listę zabytków wpisany jest zespół dworski z połowy XIX w., nr rej.: A/60/1-2 z 15.06.1985 i z 14.01.2003:
- dwór z XIX wieku
- park
- park Gaj, nr rej.: A/59 z 15.01.2003
- cmentarz rodowy, nr rej.: A/59 z 15.01.2003

## Urodzeni w Sielcu
- Kazimierz Ruchalski – żołnierz armii niemieckiej, armii wielkopolskiej i starszy sierżant Wojska Polskiego, uczestnik I wojny światowej, powstania wielkopolskiego, wojny polsko-bolszewickiej i II wojny światowej. Kawaler Orderu Virtuti Militari[5].